# The Fall of a Rebel Angel
The Fall of a Rebel Angel es el octavo álbum de estudio de Enigma lanzado el 11 de noviembre de 2016 por Republic Records. Ocho años después de Seven Lives Many Faces (2008), este es un álbum conceptual que cuenta una historia escrita por Michael Cretu (fundador, productor y compositor principal de Enigma) y Michael Kunze (letrista y libretista alemán), cuyo protagonista viaja en la búsqueda de crecimiento y cambio para renovarse y encontrar una nueva vida. Su portada fue diseñada enteramente por el artista alemán Wolfgang Beltracchi.

## Producción

### Antecedentes
The Fall of a Rebel Angel es el primer lanzamiento hecho por Enigma desde "MMX (The Social Song)", canción grabada con fanes para conmemorar el vigésimo aniversario del grupo, y es el primer álbum de estudio desde Seven Lives Many Faces (2008). Michael Cretu pasó un año entero "probando y experimentando" para intentar crear un nuevo álbum antes de grabar el siguiente. Según Cretu, con este material intenta retornar a la identidad sonora que el proyecto adoptó en sus primeros años de vida, durante los cuales tuvo éxito internacional, y aseguró que su deseo más profundo es "transferir el espíritu de los comienzos de Enigma al presente, pero escritos en un nuevo lenguaje musical".

### Grabación
El 19 de marzo de 2015, Cretu publicó un mensaje en la cuenta oficial de Facebook del proyecto revelando que ya había comenzado a grabar el nuevo álbum. Gracias a un video publicado el 19 de enero de 2016 se supo que faltaban cinco meses para completar el álbum, durante los cuales se terminarían de grabar tres canciones. El álbum cuenta con las apariciones invitadas de cuatro artistas: Mark Josher (o Mark Joshua), cantante y compositor brasileño; Anggun, cantante franco-indonesia de pop rock y world music; Nanuk, como voz femenina de la intro, y por último el dúo electropop inglés Aquilo. Su portada fue diseñada por el artista alemán Wolfgang Beltracchi, quien también pintó 12 cuadros que acompañan cada uno de los "capítulos" o canciones del álbum.
El material fue grabado usando Merlin, un estudio digital todo-en-uno que es el sucesor de una versión más grande del anterior estudio usado por Enigma llamado Alchemist, con el cual Cretu creó Seven Lives Many Faces. Usado primeramente para grabar "MMX (The Social Song)", Merlin tiene 1/3 más del tamaño y altura de su predecesor.

### Historia
The Fall of a Rebel Angel es un álbum conceptual formado por 12 canciones o capítulos que cuentan una historia surreal, basado en un poema épico escrito especialmente para el álbum por el escritor alemán Michael Kunze, sobre el viaje de un hombre buscando crecimiento y cambio para renovarse y encontrar una nueva vida Algo que nos hace recordar a "Seven Lives Many Faces". Cretu describió la historia como un "viaje simbólico hacia la redención – donde cada uno define su camino individual" con "tonalidades psicodélicas". Se valió de elementos de la literatura, la religión y de la cultura pop para enriquecer la narrativa que incluye temáticas como la sexualidad, la fe y la muerte. En uno de los capítulos, el personaje se encuentra en una ciudad imaginaria y se topa con una sacerdotisa cuyo dios es el marqués de Sade, lo que representa una continuación de lo narrado en "Sadeness (Part I)", el sencillo de renombre mundial proveniente del álbum debut de Enigma, MCMXC a.D. (1990). La historia concluye con este individuo observando su propio reflejo en el agua de un lago, aceptando que solo él puede tomar las riendas de su vida.

## Lista de canciones
| The Fall of a Rebel Angel – Edición estándar |                                           |          |  |
| N.º                                          | Título                                    | Duración |  |
| 1.                                           | «Circle Eight» (featuring Nanuk)          | 2:17     |  |
| 2.                                           | «The Omega Point»                         | 5:39     |  |
| 3.                                           | «Diving»                                  | 2:52     |  |
| 4.                                           | «The Die Is Cast» (featuring Mark Josher) | 4:16     |  |
| 5.                                           | «Mother» (featuring Anggun)               | 3:38     |  |
| 6.                                           | «Agnus Dei»                               | 3:57     |  |
| 7.                                           | «Sadeness (Part II)» (featuring Anggun)   | 4:08     |  |
| 8.                                           | «Lost in Nothingness»                     | 3:20     |  |
| 9.                                           | «Oxygen Red» (featuring Anggun)           | 4:02     |  |
| 10.                                          | «Confession of the Mind»                  | 3:47     |  |
| 11.                                          | «Absolvo»                                 | 2:01     |  |
| 12.                                          | «Amen» (featuring Aquilo)                 | 4:52     |  |
| 44:55                                        |                                           |          |  |

### Pistas narradas
Pistas narradas en inglés, francés y español.
| The Fall of a Rebel Angel – Pistas adicionales en la limitada edición Deluxe |                                       |          |  |
| N.º                                                                          | Título                                | Duración |  |
| 1.                                                                           | «The Story of Circle Eight»           | 1:00     |  |
| 2.                                                                           | «The Story of The Omega Point»        | 1:49     |  |
| 3.                                                                           | «The Story of Diving»                 | 1:25     |  |
| 4.                                                                           | «The Story of The Die Is Cast»        | 1:59     |  |
| 5.                                                                           | «The Story of Mother»                 | 2:03     |  |
| 6.                                                                           | «The Story of Agnus Dei»              | 2:49     |  |
| 7.                                                                           | «The Story of Sadeness (Part II)»     | 2:37     |  |
| 8.                                                                           | «The Story of Lost in Nothingness»    | 1:46     |  |
| 9.                                                                           | «The Story of Oxygen Red»             | 1:55     |  |
| 10.                                                                          | «The Story of Confession of the Mind» | 2:43     |  |
| 11.                                                                          | «The Story of Absolvo»                | 1:27     |  |
| 12.                                                                          | «The Story of Amen»                   | 1:37     |  |
| 23:17                                                                        |                                       |          |  |

## Créditos y personal
Enigma
- Michael Cretu – música, letra, historia, producción, programa, arreglos.

Personal adicional
- Anggun – artista invitada
- Aquilo – artistas invitados
- Nanuk – artista invitada
- Mark Josher – artista invitado
- Wolfgang Beltracchi – portada
- Dirk Rudolph - Diseño artístico
- Michael Kunze – historia